# Ivetta Irkha
Ivetta Irkha, född 1969 i Charkiv, Ukrainska SSR, Sovjetunionen, är en svensk pianist, musikpedagog och musikorganisatör verksam i Sverige främst som konstnärlig ledare i Kammarmusikserien vid Hedvig Eleonora kyrka i Stockholm och internationellt som konsertpianist. Hon är även känd som  ackompanjatör till sångsolister i operarepertoar .

## Biografi
Ivetta Irkhas far var professor i kördirigering vid Charkovs Kulturakademi, och mor undervisar i musikhistoria och gehörslära. Efter fem års pianolektioner debuterade hon 1979 som solist med orkester i Haydns Pianokonsert i D-Dur och vann en pianotävling 1981. Hon deltog i tävlingar, konserter och diplomstudier i Ukraina. Bland hennes lärare märks Harry Gelfgart, Sergej Joskevitj, Dmitrij Basjkirov. Efter examen med toppbetyg vann hon sin första utmärkelse, det så kallade "Röda Diplomet" (1989). Hon framträdde under studietiden som solist med Charkovs symfoniorkester i Tjajkovskijs, Rachmaninovs och Chopins pianokonserter.  
Ivetta Irkha fortsatte 1996 med diplomutbildning i piano vid Kungliga Musikhögskolan i Stockholm under lärare som Greta Erikson, Esther Bodin-Karpe och Staffan Scheja. Hon har arbetat som ackompanjatör på musikhögskolorna i Arvika och Örebro samt på Kungliga Operan.  
I juni 1996 vann hon första pris vid Internationella pianotävlingen i Kil och fick 1997 Kungliga Musikaliska Akademiens stora utlandsstipendium. Hon tog sig till semifinalen för Solistpriset i Stockholms Konserthus 1998. Samma år vann hon nordiska pianotävlingen i Nyborg, Danmark och konserterade på Tivoli i Köpenhamn. Sommaren 2000 tilldelades hon Wilhelm Freunds stipendium och ackompanjerade Jenny Lind-stipendiaten Elin Carlsson på turné i Sverige och USA. Hon har sedan dess utvecklat en omfattande solistkarriär i Sverige och utomlands.
Kungliga Filharmoniska Orkestern i Stockholms Konserthus sammanfattar tiden från 2010:
Ivetta Irkha är sedan många år väl etablerad i det svenska musiklivet som en av våra främsta pianister. Hon har spelat på festivaler och turnerat som solist i Europa, USA och Kina. Ivetta Irkha är sedan 2010 initiativtagare och konstnärlig ledare för en konsertserie tillika pianofestival i Hedvig Eleonora Kyrka, där bland annat en mängd pianokonserter har framförts i arrangemang för piano och konsertorgel (som alternativ till full orkester) med flera av landets främsta pianister. Under augusti månad framfördes bland annat Rachmaninovs samtliga pianokonserter med framstående pianister, där Ivetta Irkha var solist i den första pianokonserten samt Paganini-variationerna. Ivetta Irkha är även initiativtagare och musikalisk ledare för en serie kammarmusikkonserter som regelbundet ges i samma kyrka under hela spelsäsongen. Ivetta Irkha är utöver detta en mycket efterfrågad pedagog. 

## Utmärkelser
- H.M. Konungens medalj av guld i 8:e storleken i högblått band[5] (2025)